# Australian Open de 2006
O Australian Open de 2006 foi um torneio de tênis disputado nas quadras duras do Melbourne Park, em Melbourne, na Austrália, entre 16 e 29 de janeiro. Corresponde à 38ª edição da era aberta e à 94ª de todos os tempos.

## Finais

### Profissional
| Categoria | Evento    | Campeã(s)(o/ões)               | Vice-campeã(s)(o/ões)           | Resultado          | Chave(s)  | Chave(s)       |
| --------- | --------- | ------------------------------ | ------------------------------- | ------------------ | --------- | -------------- |
| Simples   | Masculino | Roger Federer                  | Marcos Baghdatis                | 5–7, 7–5, 6–0, 6–2 | principal | qualificatório |
| Simples   | Feminino  | Amélie Mauresmo                | Justine Henin                   | 6–1, 2–0, ab.      | principal | qualificatório |
| Duplas    | Masculino | Bob Bryan Mike Bryan           | Martin Damm Leander Paes        | 4–6, 6–3, 6–4      | principal | principal      |
| Duplas    | Feminino  | Yan Zi Zheng Jie               | Lisa Raymond Samantha Stosur    | 2–6, 7–67, 6–3     | principal | principal      |
| Duplas    | Misto     | Martina Hingis Mahesh Bhupathi | Elena Likhovtseva Daniel Nestor | 6–3, 6–3           | principal | principal      |

### Juvenil
| Categoria | Evento    | Campeã(s)(o/ões)                        | Vice-campeã(s)(o/ões)           | Resultado     | Chave(s)  | Chave(s)       |
| --------- | --------- | --------------------------------------- | ------------------------------- | ------------- | --------- | -------------- |
| Simples   | Masculino | Alexandre Sidorenko                     | Nick Lindahl                    | 6–3, 7–64     | principal | qualificatório |
| Simples   | Feminino  | Anastasia Pavlyuchenkova                | Caroline Wozniacki              | 1–6, 6–2, 6–3 | principal | qualificatório |
| Duplas    | Masculino | Błażej Koniusz Grzegorz Panfil          | Kellen Damico Nathaniel Schnugg | 7–65, 6–3     | principal | principal      |
| Duplas    | Feminino  | Sharon Fichman Anastasia Pavlyuchenkova | Alizé Cornet Corinna Dentoni    | 6–2, 6–2      | principal | principal      |

### Cadeirante
| Categoria | Evento    | Campeã(s)(o/ões)               | Vice-campeã(s)(o/ões)           | Resultado      | Chave     |
| --------- | --------- | ------------------------------ | ------------------------------- | -------------- | --------- |
| Simples   | Masculino | Michaël Jeremiasz              | Satoshi Saida                   | 5–7, 6–4, 6–3  | principal |
| Simples   | Feminino  | Esther Vergeer                 | Jiske Griffioen                 | 6–4, 6–0       | principal |
| Duplas    | Masculino | Robin Ammerlaan Martin Legner  | Michaël Jeremiasz Satoshi Saida | 3–6, 6–3, 7–65 | principal |
| Duplas    | Feminino  | Jiske Griffioen Esther Vergeer | Yuka Chokyu Mie Yaosa           | 6–2, 6–0       | principal |